# Daphniphyllum pentandrum
Daphniphyllum pentandrum är en tvåhjärtbladig växtart som beskrevs av Bunzo Hayata. Daphniphyllum pentandrum ingår i släktet Daphniphyllum och familjen Daphniphyllaceae. Inga underarter finns listade i Catalogue of Life.